# Grauer Kaiserfisch
Der Graue Kaiserfisch (Pomacanthus arcuatus) oder Großflossen-Kaiserfisch ist eine Art der Gattung Pomacanthus aus der Familie der Kaiserfische (Pomacanthidae). 

## Erscheinungsbild
Graue Kaiserfische werden bis zu 50 Zentimeter lang. Ihre Körpergrundfarbe ist, wie der deutsche Name schon sagt, hellgrau, mit je einem dunkelgrauen Fleck auf jeder Schuppe. Die Kehlregion, die Brust- und Bauchflossen sind dunkelgrau. Die Schwanzflosse hat einen hellblauen Saum. Die Schnauze ist weiß. Rücken- und Afterflosse haben eine fadenartige Verlängerung.
Junge Graue Kaiserfische sind schwarz mit fünf senkrechten gelben Streifen am Körper.

## Verbreitung
Er lebt im tropischen und subtropischen Westatlantik, von der Küste Brasiliens bis nach Florida, in der nördlichen Karibik, im Golf von Mexiko. Gelegentlich findet man ihn auch an der Küste Neu-Englands. Graue Kaiserfische haben große Reviere von über 1000 m² in denen sie meist paarweise leben.

## Ernährung
Graue Kaiserfische ernähren sich von Schwämmen, Seescheiden, Moostierchen, Hydrozoen, Gorgonien, Seegras und Algen.

## Sonstiges
Aufgrund seiner unattraktiven Farbe wird der Graue Kaiserfisch nicht wie seine Verwandten als Aquarienfisch gefangen. Er ist in der Karibik allerdings ein begehrter Speisefisch.